# دکتر ام
دکتر ام (انگلیسی: Dr. M) فیلمی جنایی، علمی–تخیلی و درام به کارگردانی کلود شابرول است که در سال ۱۹۹۰ منتشر شد. این فیلم بر اساس فیلم دکتر مابوزه: قمارباز اثر فریتس لانگ ساخته شد.

## بازیگران
- آلن بیتس
- جنیفر بیلز
- ویلیام برگر
- اندرو مک‌کارتی
- ولفگانگ پرایس
- دانیلا پوجی
- بئاتریچه ماکولا
- ایزولده بارت